# Atlaltipa Tecolotitla
Atlaltipa Tecolotitla es una localidad del municipio de Atlapexco, estado de Hidalgo, México.

## Toponimia
El nombre Atlaltipa, proviene del topónimo náhuatl que significa tierra al borde del río; Tecolotitla: Tecolotl, tecolote, tla, donde abundan; Donde abundan los tecolotes.
Además se le conoce como Atlaltipa-Tecolotitla, para diferenciarla de otros lugares con el mismo nombre de Atlaltipa.

## Política
En esta comunidad, los padres de familia participan por medio de tareas, organizados a través de un comité denominado Asociación de Padres de Familia. Participa el delegado municipal, el representante del comisario ejidal y diferentes comités de oportunidades DIF. Apoyan las diferentes actividades y festividades que realiza la escuela y la iglesia así como alguna fiesta patronal y actividades que tienden a beneficiar a la población.

## Geografía

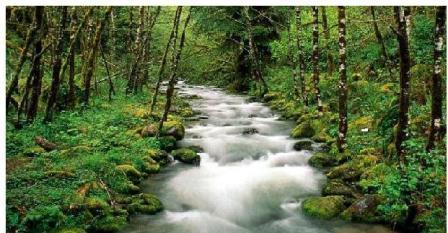
Brazo del río Huazalingo cuando está crecido.

A la localidad le corresponden las coordenadas geográficas 21° 0’ 2.375” de latitud norte y 98° 22’ 8.629” de longitud oeste, con una altitud de 179 m s. n. m. Se encuentra a una distancia aproximada de 2.93 kilómetros al suroeste de la cabecera municipal, Atlapexco.
En cuanto a fisiografía se encuentra dentro de la provincia de la Sierra Madre Oriental dentro de la subprovincia de Carso Huasteco; su terreno es de Sierra y lomerío. En lo que respecta a la hidrografía se encuentra posicionado en la región Panuco, dentro de la cuenca del río Moctezuma, en la subcuenca del río Los Hules. Cuenta con un clima semicálido húmedo con lluvias todo el año.
Su vegetación es abundante en hojas verdes en las que pululan todavía algunos venados denominados Cuachicocos (más pequeños y de color rojizo), diferentes mapaches, tejones, ardillas, aves de diferentes colores y tonalidades desde primaveras hasta el ruidoso papan y reptiles como la coralillo, cuatro narices, chirrionera apaxcoatl, y otras además de los animales domésticos.

## Demografía
En 2020 registró una población de 537 personas, lo que corresponde al 2.71 % de la población municipal. De los cuales 247 son hombres y 290 son mujeres. Tiene 148 viviendas particulares habitadas. Los Atlaltipeños son integrantes del grupo étnico Nahua y hablantes del idioma Náhuatl huasteco. 
| Gráfica de evolución demográfica de Atlaltipa Tecolotitla entre 1910 y 2020                  |
|                                                                                              |
| Población de los censos y conteos del Instituto Nacional de Estadística y Geografía (INEGI). |

## Economía
La localidad tiene un grado de marginación alto y un grado de rezago social medio.
La moneda corriente que circula en la comunidad es el peso. Sin embargo tiene algunas particularidades en su denominación, heredadas de los antiguos habitantes de la población, como nombrar “nauitomij” a la cantidad de 50 pesos o centavos. En realidad, todavía le dan valor al real que valía 12.50. Solo así se explica el hecho de decir que 50 son 4 dineros.
En esta población, la actividad predominante es la siembra de temporada y en los días en los que no hay trabajo se emplean como mano de obra o en las cuadrillas que salen a trabajar a otros estados. Solo algunos vecinos tienen de una a tres vacas.

## Infraestructura

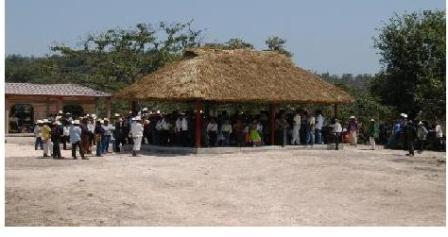
Reunión de padres de familia en la escuela del pueblo.

Este pueblo está comunicado por una carretera. Solo unos cuantos vecinos cuentan con telefonía casera o domiciliada gracias a la promoción de una compañía cuyas labores de mantenimiento de la línea son escasas. Hay buena cobertura para el uso de teléfono móvil, algunos estudiantes cuentan con ordenador (PC).
En esta comunidad solo hay un jardín de niños y una escuela primaria. Para la secundaria es necesario acudir a Tecolotitla o a la cabecera Municipal.
En esta comunidad no se cuenta con los servicios clínicos ya que solo se encarga de estos servicios una asistente rural dependiente del Instituto Mexicano del Seguro Social, cuya clínica está en el poblado de Tecolotitla.

## Cultura

### Fiestas

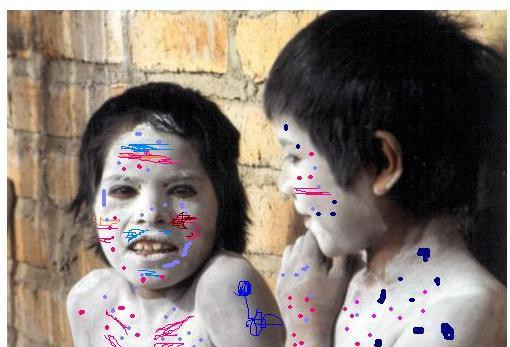
Carnaval: Niños pintados y listos para bailar sones de carnaval.

En esta comunidad, las fiestas más representativas son las de carnaval y xantolo. En la fiesta del carnaval, que es en el mes de febrero, se elaboran zacahuiles (una tamal enorme con una pieza de carne en el interior). Se inicia el domingo de carnaval. El lunes y martes se festeja comiendo zacauil con mucha carne ya que el miércoles de ceniza, según la tradición, nadie come carne. En estos tres días. Los niños, jóvenes y adultos se pintan y bailan de casa en casa tapados con un short y pintados en los cuerpos desnudos con anilina, barro y pinturas extraídas de las cortezas o flores y hojas de las plantas. Acompañados por un garrote que golpean al bailar al son del violín, se bailan canciones propias de carnaval. La gente se invita de casa en casa a comer zacahuil como si fuera un concurso ya que, según los comensales, halagan a las cocineras para ver quién hizo el zacahuil más sabroso. Se toma mucha cerveza, y aguardiente en estos días.
El xantolo, llamado fiesta de todos los santos, tiene más importancia que la fiesta patronal (fiesta de san José) ya que en esta fiesta es el mayordomo quien invita a toda la población a participar. Sin embargo las fiestas descritas las festejan todos. En la fiesta de todos los santos, la fiesta se da en todas las familias. Los disfrazados, llamados viejos, bailan de casa en casa. Se comen tamales, se bebe chocolate con pan, se toma cerveza y aguardiente durante dos días. Al tercer día se va al cementerio a visitar a los difuntos. Esta fiesta se termina el 30 de noviembre, día de san Andrés, en el que se van los difuntos y se les despide con las mismas bebidas.
En esta comunidad las danzas representativas son los disfrazados que salen en la fiesta de todos los santos, llamado “xantolo” y los pintados de carnaval también llamados “mecos”. Los días 11 y 12 de diciembre, las mujeres bailan la Danza de las “Inditas”. En la fiesta patronal de esta comunidad, solo hacen comales de barro para cocer las tortillas.

### Gastronomía
La comida preferida en fiestas particulares, bodas y bautizos es el mole de gallo o guajolote, el cual en estos tiempos ha degenerado y se guisan pollo de granja por ser un animal barato y de fácil acceso. La particularidad es que el guajolote y el mole se hierven aparte y, cuando se sirve el plato, se va bañando la carne con el mole, que es un amasijo de chile ancho y jitomate molido. Condimentado al gusto, se sirve con arroz y frijoles en las fiestas colectivas. En xantolo se sirven tamales de carne de puerco o pollo, que es un pedazo pequeño de carne con salsa envuelto en masa y cocida al vapor o hervido. 
La otra comida preferida es el zacauhil, que es un tamal enorme que lleva en su interior un gallo o guajolote entero o una pata de cerdo, costilla etec, en el interior. La particularidad es que en este platillo el chile ancho condimentado, se amasa todo haciendo un solo amasijo y la carne, ya salada, se le pone en interior y se cose al horno. Las personas hacen agujeros en las barrancas o algunos ya tienen sus hornos elaborados en sus casas donde, en carnaval, degustan este plato.